# 童謡

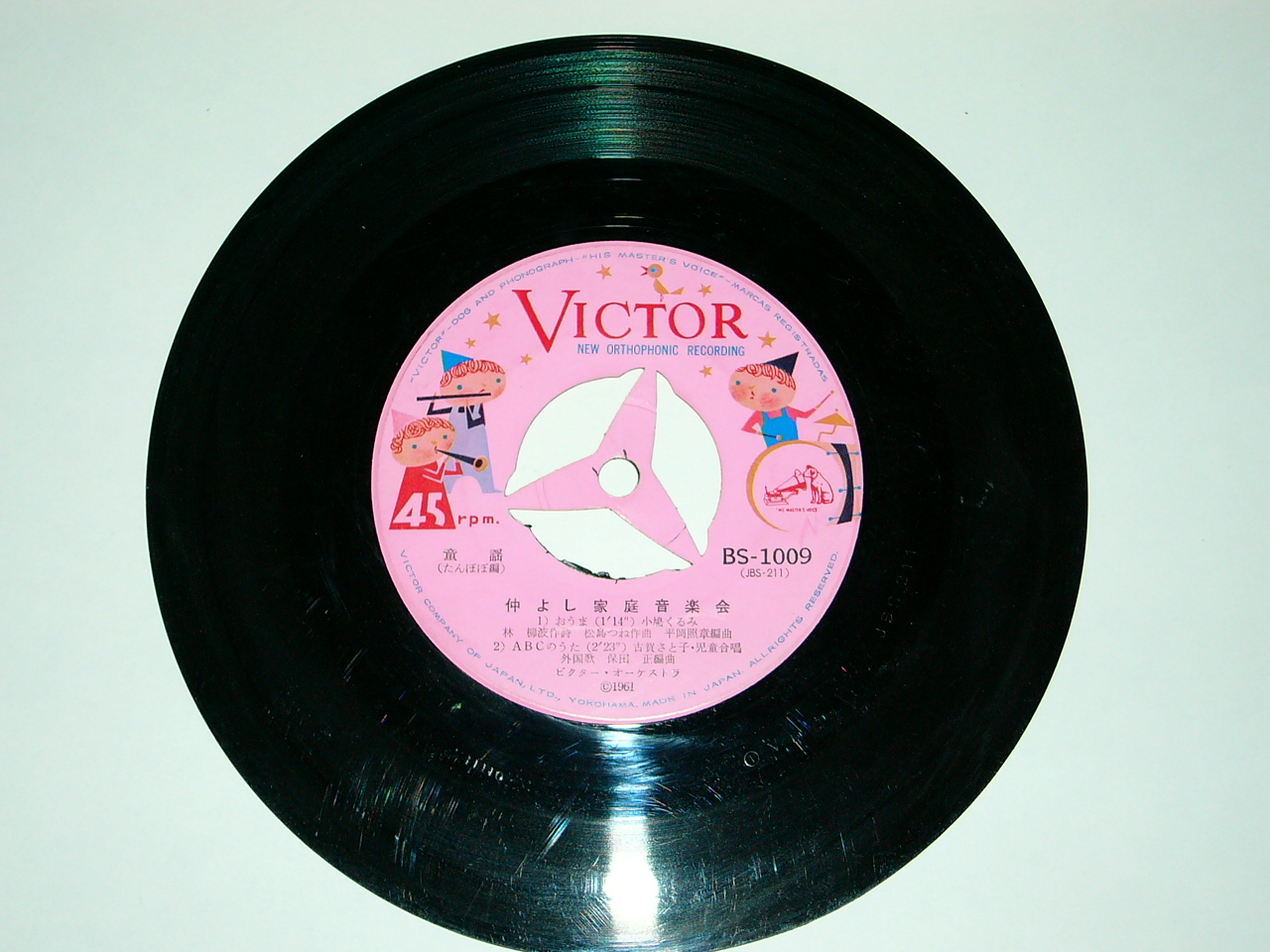
「仲よし家庭音楽会」（ビクター・レコード、1961年）のシングルレコード。盤面に「童謡」の文字が見える。

童謡（どうよう）とは、広義には子供向けの歌、または子供が歌う歌を指す。
狭義には日本において大正時代後期以降、子供に歌われることを目的に作られた文学作品と、それに作曲が施された歌曲を指す。創作童謡とも。この意味で用いる場合は、学校教育用に創作された唱歌や、自然発生的に作られたわらべ歌（自然童謡、伝承童謡）などは含まれない。さらに、従来の（狭義の）童謡を排斥して広められた新しいこどものうたなどを除いて考える場合もある。ただし日本国外で作曲された子供向け歌曲についても、同様の傾向をもつものを日本国内で「童謡」と呼ぶことがある。

## 歴史

### 大正時代初期以前
古くは子供の歌といえば、いわゆるわらべ歌であった。明治期に西洋より近代音楽が紹介されると、学校教育用に唱歌（文部省唱歌）と呼ばれる多くの歌が作られた。これらは徳育・情操教育を目的に、主に文語体で書かれ、多くは日本の風景・風俗・訓話などを歌ったものである。
江戸時代には童謡という語はわらべ歌を指し、明治時代から大正時代初期には、子供の歌という意味でも使われていた。
1919年（大正8年）にニッポノホンから発売されたお伽歌劇「茶目子の一日」のレコードには盤面に「童謡」の文字がある。

### 大正時代後期
こうした概念を一部に保持しながら「わらべ歌」「子供の歌」という意味で用いられてきた童謡という語に、「子供に向けて創作された芸術的香気の高い文学作品」という新しい意味付けをしたのは夏目漱石門下の鈴木三重吉である。鈴木は1918年（大正7年）7月、児童雑誌『赤い鳥』の創刊を契機に「芸術味の豊かな、即ち子供等の美しい空想や純な情緒を傷つけないでこれを優しく育むやうな児童文学」を子供たちに与えたいとして、これを「童謡」と定義づけた。さらに当時は「子供たちが書く詩」も童謡と呼んでいた。このため「童謡」という語には1910年代以降、
1. 子供たちが集団的に生み出し、伝承してきたわらべ歌（＝伝承童謡）
2. 大人が子供の情操教育のために創作した芸術味豊かな作品（＝文学童謡）
3. 子供たちが創作した児童詩

という3つの概念が付与されていた。但し、これらの概念は時代の変遷に伴って変化したり混在したりした経緯もある。2000年代現在では狭義の「童謡」という語は2.の意味で定着しているが、近年ではその概念が拡大解釈され「童謡＝子供の歌全般」としてとらえられ、唱歌、わらべ歌、抒情歌、さらにテレビ・アニメの主題歌など全ての子供の歌を「童謡」という語で括ってしまう傾向が目立つ。
「童謡」（文学童謡）は児童雑誌『赤い鳥』の創刊によって誕生したといえるが、この雑誌に掲載された童謡には当初、曲（旋律）は付いていなかった。創刊年の11月号に西條八十の童謡詩として掲載された「かなりや」が、翌1919年（大正8年）5月号に成田為三作曲による楽譜を付けて掲載された。これが文学童謡の嚆矢である。これまでの難解な唱歌や俗悪な歌謡曲ではない、真に子供のための歌、子供の心を歌った歌、子供に押し付けるのではなく、子供に自然に口ずさんでもらえる歌を作ろう、という鈴木三重吉の考えは多くの同調者を集め、童謡普及運動あるいはこれを含んだ児童文学運動は一大潮流となった。
『赤い鳥』の後を追って、斎藤佐次郎の『金の船』など多くの児童文学雑誌が出版され、最盛期には数十種に及んだ。中でも『赤い鳥』の北原白秋と山田耕筰、『金の船』（後『金の星』と改題）の野口雨情と本居長世などが多くの曲を手がけ、童謡の黄金時代を築いた。北原白秋・野口雨情は、『赤い鳥』から『童話』へ移った西條八十と共に三大詩人と呼ばれた。

### 昭和・平成

#### 第二次世界大戦前・戦中
昭和に入ると児童文学雑誌は次第に不振となり、最も長く続いた『赤い鳥』『金の星』ともに1929年（昭和4年）には廃刊となった。さらに、次第に軍国色が強まるにつれ、童謡は軟弱であるとして排斥されるまでになった。一方で「隣組」（1940年（昭和15年）作詞：岡本一平、作曲：飯田信夫）や「戦争ごっこ」のような少国民歌に近い歌も作られたりした。現在「汽車ポッポ」（作詞：富原薫、作曲：草川信）として知られる歌も、元は「兵隊さんの汽車」という題名の出征兵士を歌ったものであった。

#### 第二次世界大戦後
太平洋戦争の終戦後、占領下の日本においては史上空前の童謡ブームが巻き起こる。いわゆる少女童謡歌手の人気も手伝って、童謡は国民的愛唱歌となった。やがて独立後の日本においてはベビーブームの影響もあり、さらに子供の歌への関心が高まった。サトウハチローが1954年（昭和29年）に語ったところによると「おととしの某社の下半期は流行歌全部の売上枚数より童謡の売上枚数の方が多い」。
昭和30年代以降になると、詩人や作曲家らによって従来の「童謡」（文学童謡）に代わる新たな児童歌曲を作ろうとする機運が高まり、様々な運動が興った。その例としては「新しいこどものうた」を推奨する作曲家グループ「ろばの会」による運動がある。これ以後、人気を博していた少女歌手たちは次第に姿を消し、以降の児童歌曲の多くは成人歌手によって発表されるようになった。この時期にはNHKの『うたのおばさん』『みんなのうた』『うたのえほん』『おかあさんといっしょ』、朝日放送ラジオの『ABC子どもの歌』などから生まれた子供向け歌曲なども人気を博した。
この頃から、子供向けのテレビドラマやアニメーションの流行により、ドラマ・ヒーロー番組の主題歌やアニメソングが子供たちの愛唱歌として広まり、狭義の「童謡」は次第に下火になっていく。1969年（昭和44年）には日本童謡協会が創設された。
その後の児童歌曲については「ピンポンパン体操」（1971年（昭和46年）、作詞：阿久悠、作曲：小林亜星）、「およげ!たいやきくん」（1975年（昭和50年）、作詞：高田ひろお、作曲：佐瀬寿一）や「山口さんちのツトム君」（1976年（昭和51年）、作詞・作曲：みなみらんぼう）、「だんご3兄弟」（1999年（平成11年）、作詞：佐藤雅彦、作曲：内野真澄）のような単発ヒット曲はあるものの、終戦直後の童謡ブームに比して概ね低調であった。日本作曲家協会が企画する日本レコード大賞に童謡賞部門が設けられていたのは、第1回（1959年）から第15回（1973年）までで、その終了年度は「最後の童謡作曲家」と呼ばれた海沼實の三回忌であった。折しも日本童謡協会の初代会長サトウハチローの没年も重なり、大正時代から続く狭義の「童謡」（文学童謡）が終わりを告げた時期でもあった。
その後も、大正時代からの童謡運動の流れを汲む新作童謡の発表の場として日本童謡協会の主催で「童謡祭」が行われているが、出品作品について、総じて詩が長すぎる、低学年児童が歌ったり保育所の先生がピアノ伴奏で弾くには難しい曲が多いとの批判がある（2004年時点）。
1980年代後半頃からは中高年層を中心とした大人の間で「童謡人気」が高まったこともある。
税法上、レコードのジャンルを童謡にすると物品税（1989年4月1日に廃止）が免除された為に、アニメソングを童謡扱いするレコード会社もあった。

## 「童曲」
邦楽の分野においてはこれを「童曲」と呼んだ。たとえば「さくらさくら」は幕末に子供用に作られた箏の手ほどき曲で古くからあった。大正時代にはまだピアノよりも箏の方が一般家庭に普及していた事情もあって、葛原しげる（作詞）宮城道雄（作曲）コンビによる「童曲」は、曲の付いた童謡としては、文学童謡の第1号といわれる前述の「かなりや」よりも早かった。宮城は「ワンワンニャオニャオ」「チョコレート」「夜の大工さん」など「童曲」、弾き歌い曲を多数作曲している。洋楽による童謡運動の大きな影響で、これ以降も久本玄智「椿の蕾」、津田青寛「鶯姫」などの作品が出された。これらも当時、それなりの人気があったとされるが、洋楽による童謡運動の歴史的意義があまりに大きいため、現在一般にはほとんど知られていない。

## 少年少女合唱団・童謡歌手
多くの少年少女合唱団が作られ、童謡の普及に貢献した。童謡はまた、多くの童謡歌手を生み出した。本居長世の長女、本居みどりは日本初の童謡歌手であり、みどり・貴美子・若葉の三姉妹によりレコード録音やラジオ放送が行なわれた。童謡作曲家の海沼實が主宰していた音羽ゆりかご会からは川田正子・川田孝子・川田美智子姉妹が出ている。男性では増永丈夫がいた。この少年が後の国民的名歌手藤山一郎である。
戦後には少女童謡歌手として川田三姉妹や古賀さと子、小鳩くるみなどが人気を博した。その流れはその後も『うたのおばさん』の安西愛子や『おかあさんといっしょ』のうたのおねえさんへ受け継がれている。